# Вільгельм Густлофф
Вільге́льм Гу́стлофф (нім. Wilhelm Gustloff, 1895—1936) — засновник та лідер швейцарського відділення нацистської партії. Ґустлоф був вбитий єврейським студентом Давидом Франкфуртером, після чого був оголошений нацистами мучеником. Його ім’ям був названий флагман круїзного флоту Німеччини корабель «Вільгельм Ґустлоф».

## Біографія
Вільгельм народився 30 січня 1895 року в місті Шверін на півночі Німеччини. Після закінчення школи він влаштувався працювати в місцевий банк. Через слабке здоров'я він не брав участі у Першій Світовій Війні. У 1917 р. його перевели до швейцарської філії банку, де він працював страховим агентом.
1929 року Густлофф вступив в НСДАП і енергійно зайнявся вербуванням до партії нових членів. На цьому терені він мав певний успіх — вже через три роки він заснував в Давосі швейцарське відділення НСДАП. З приходом до влади Адольфа Гітлера, він офіційно призначив Густлоффа лідером нацистів Швейцарії. Ґустлоф вів в Швейцарії активну нацистську пропаганду, зокрема, сприяв розповсюдженню «Протоколів сіонських мудреців».
4 лютого 1936 року Густлофф був застрелений в Давосі єврейським студентом Давидом Франкфуртером. Нацистська пропаганда активно використовувала це вбивство, роблячи акцент на національності вбивці. Для вшанування Густлоффа був оголошений траур, у Шверіні йому влаштували державний похорон, на якому особисто були присутні лідери нацистів Німеччини. Густлофф був зведений у ранг мученика (т. зв. Blutzeuge), його ім'ям назвали вулиці і площі по всій країні. У Шверіні був створений меморіал його пам'яті, який демонтували в 1945 році.
Судно «Вільгельм Густлофф», назване на його честь, було атаковане і потоплене радянським підводним човном С-13 під командуванням Олександра Маринеско 30 січня 1945 року — якраз на день народження самого Ґустлофа. Потоплення призвело до загибелі 9 000 пасажирів, половина з яких були дітьми-втікачами від радянського наступу.